# 徘徊小土星虫
徘徊小土星虫（学名：Saturnulus planetes）为针球虫科小土星虫属的动物。分布于印度洋、巽他海峡以及中国南海等海域。